# Klaus-André Eickhoff

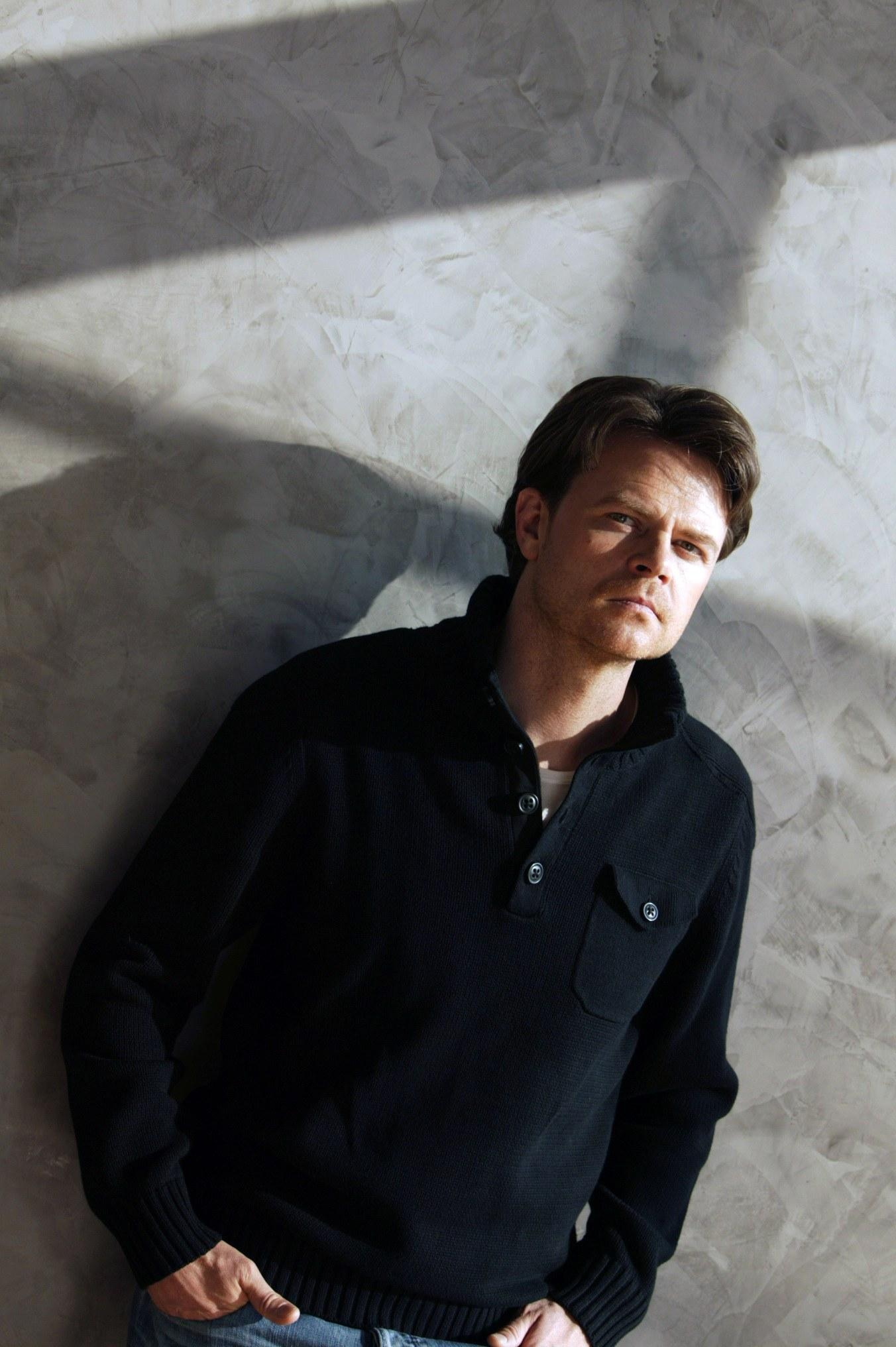
Klaus-André Eickhoff

Klaus-André Eickhoff (* 14. August 1972 in Celle) ist ein deutscher Moderator, Liedermacher, Musiker und Texter.

## Leben
Klaus-André Eickhoff ist Sohn von Klaus Eickhoff. Er absolvierte 1979 sein erstes Schuljahr in den USA (White Bear Lake, Minnesota), danach besuchte er die Schule in Sierning und Steyr (Österreich). Von 1992 bis 1998 studierte er in Salzburg und Salamanca Publizistikwissenschaft, Anglistik, Romanistik, Englisch und Spanisch. Die Diplomarbeit des Fußballfans (Alemannia Aachen) trug den Titel: „David gegen Goliath. Presseberichterstattung bei Fußball-Länderspielen zwischen Deutschland und Österreich.“ Zuvor verbrachte er ein mehrmonatiges Praktikum bei ERF Medien Österreich und war dort freier Mitarbeiter. Von 1998 bis 1999 arbeitete er in der Presseabteilung des Landesverbandes für Tourismus in Oberösterreich.
Seit 2000 ist Eickhoff freiberuflicher Liedermacher, Musikkabarettist und Texter, er lebte drei Jahre in Paderborn, sechs Jahre in Aachen, seit Oktober 2009 in Wiesbaden. Live tritt er solo auf („Eine Stimme, zwei Hände, ein Klavier“) oder in Begleitung des Cellisten Torsten Harder.
Eickhoff erhielt ab 1980 Klavierunterricht. Von 1987 an war er Solist und Keyboarder im Jugendchor. Seine ersten eigenen Lieder schrieb er 1990, erste Solo-Konzerte als Liedermacher gab er ab 1994. 1996 erschien sein Debüt-Album Du weißt schon im christlichen Plattenlabel Cap-Music, bei dem er auch seine weiteren CDs veröffentlichte. Ausnahme ist das Konzeptalbum Courage, das 2004 beim courage label herauskam. Eickhoff ist beim courage label einer der Geschäftsführer.
Sein humoristisches Adventsalbum Ach, du fröhliche! brachte ihm 2007 erstmals über 80 Auftritte im Jahr ein. Neben seiner eigenen Konzerttätigkeit hat Eickhoff auch Songs und Texte für diverse CD-Projekte und Künstlerkollegen geschrieben.
Eickhoff ist ein Songpoet, der messerscharf und humorvoll das menschliche Dasein seziert. Er beobachtet das Leben mit all seinen Höhen und Tiefen, Oberflächlichkeiten und Abgründen und spiegelt seine Erkenntnisse in seinen Liedern wider. Er bringt einerseits nachdenkliche Gedanken zu Gehör ohne Klischees zu bedienen, zum anderen kommen die Lieder mit Leichtigkeit und Witz daher, wobei er oft auch gesellschaftskritisch und ironisch ist. Von der Presse wird er gerne als Wortakrobat und Meister der leisen Töne bezeichnet.
Höhepunkte in seinem Schaffen waren die Darbietungen bei den Songs an einem Sommerabend auf Kloster Banz 2002, seine Teilnahme beim Nürnberger Bardentreffen 2003 sowie ein Auftritt mit Konstantin Wecker beim Festival des politischen Liedes in Berlin 2004.
Eickhoff erhielt 2002 ein GEMA-Stipendium für Textdichter (Celler Schule). Beim Stuttgarter Chanson & Liedwettbewerb 2009, dem Troubadour, wurde er mit dem 2. Platz ausgezeichnet. Mehrere Lieder des Songpoeten wurden in die Liederbestenliste aufgenommen.

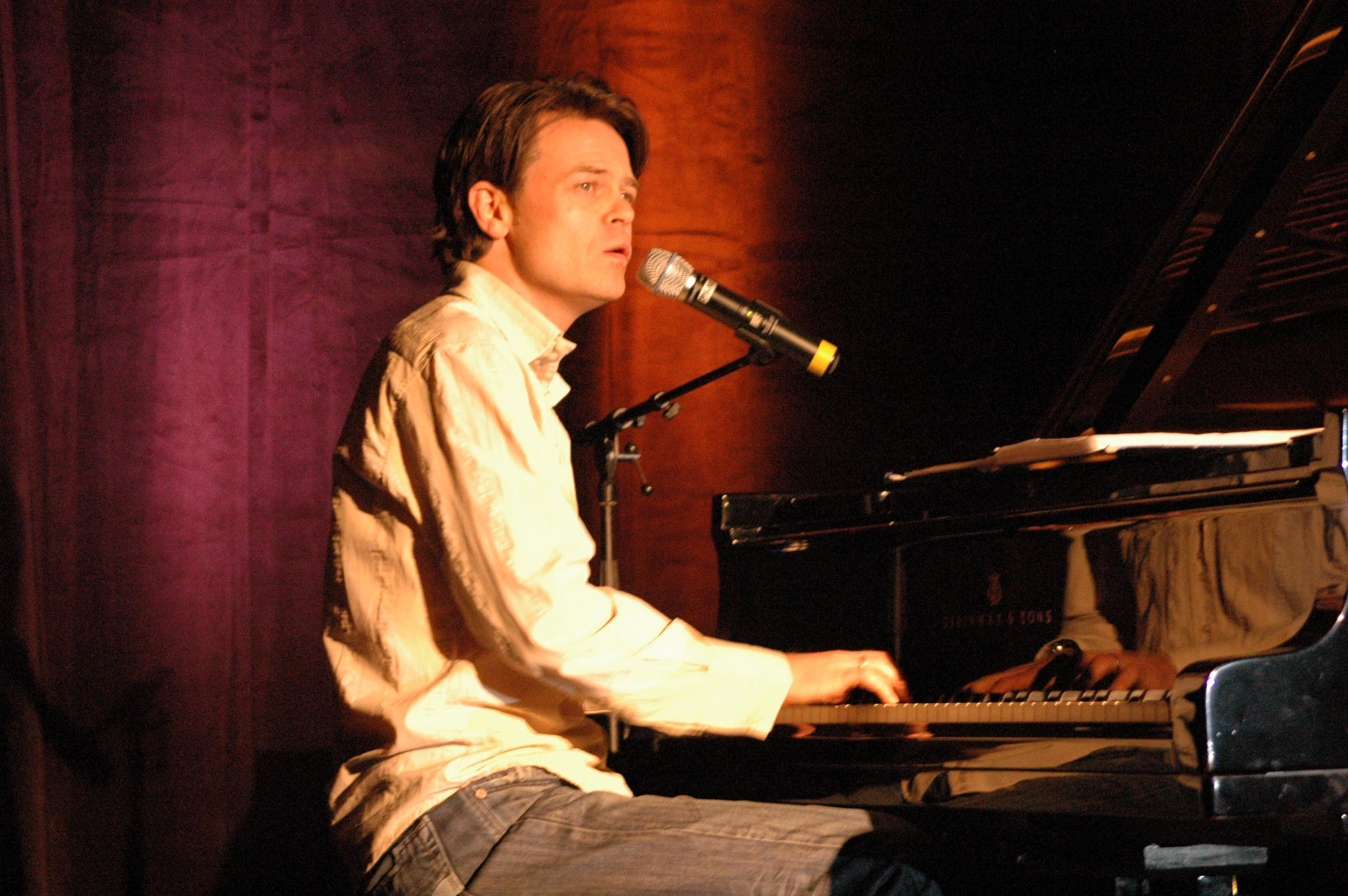
Klaus-André Eickhoff live

Von 2013 bis 2020 moderierte er bei ERF Medien zusammen mit Simone Merz das TV-Magazin Gott sei Dank. Seit 2020 betreibt er den Podcast jetzt wird´s PERSÖNLICH.

## Auszeichnungen
- 2009: 2. Platz beim Troubadour Chanson & Liedwettbewerb, Stuttgart
- 2004: „Hoyschrecke“ (Jurypreis)[5] beim Liedermachertreffen Hoyerswerda
- 2004: Emmendinger Kleinkunstpreis (Jury- und Publikumspreis)
- 2003: Niedersächsischer Kleinkunstpreis („Goldene Rübe“), 2. Platz
- 2002: Förderpreis für Songpoeten der Hanns-Seidel-Stiftung München

## Diskografie
- Du weißt schon, 1996
- weiter, 1999
- Höhenflug, 2002
- courage, 2004
- Schafspelz, 2006
- Ach, du fröhliche!, 2007
- ansatzweise weise?, 2009
- halbwegs gelassen, 2011
- Du bleibst mir nah, 2013
- Während ich warte, 2015
- Hier stehe ich – ich könnt auch anders (Luthers Leben in Liedern und Texten), 2017; mit Andreas Malessa
- Dieser Moment, 2019
- alles muss raus, 2021